# Cosmoscarta perstrigata
Cosmoscarta perstrigata är en insektsart som beskrevs av Butler 1874. Cosmoscarta perstrigata ingår i släktet Cosmoscarta och familjen spottstritar. Inga underarter finns listade i Catalogue of Life.